# Uruapan
Uruapan är en stad i västra Mexiko och den näst största staden i delstaten Michoacán de Ocampo. Uruapan hade 244 722 invånare 2007, med totalt 286 028 invånare (2007) i hela kommunen på en yta av 954 km².